# Jalousie (architecture)
La jalousie (de l'italien gelosía, jalousie) est un système de volets orientables permettant aux personnes à l'intérieur de la maison d'observer presque sans être vues. Ce système de fenêtre avec persiennes, qui peuvent être en verre, en bois, etc., est ancien, puisqu'il existait déjà en Vénétie.

## AuXXesiècle

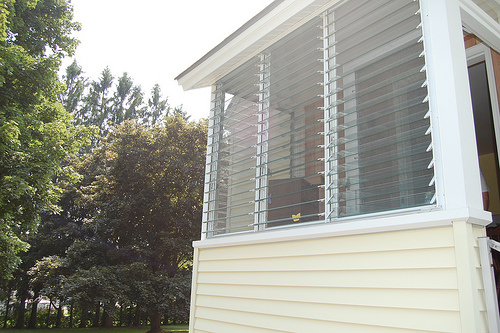
Fenêtres à jalousie.

Aux États-Unis, un système de jalousie fut breveté le 26 novembre 1901 par Joseph W. Walker. Van Ellis Huff (en) (1894-1987) a souvent été cité, aux États-Unis, comme inventeur des jalousies modernes, en aluminium et courantes avant l'invention de l'air climatisé. Il s'était inspiré de l'architecture des Bahamas. Ces jalousies ont été installées en particulier dans les zones à climat chaud et humide des États-Unis (Sud profond, Californie), car elles permettaient de laisser ouvertes les fenêtres et les portes par temps de pluie, l'eau n'entrant pas à l'intérieur grâce aux plans inclinés, tout en laissant respirer la maison.
Les jalousies étaient aussi courantes dans les mobile homes des années 1950-1960, avant de laisser la place aux fenêtres à guillotine ou d'autres dispositifs.

## Andalousie

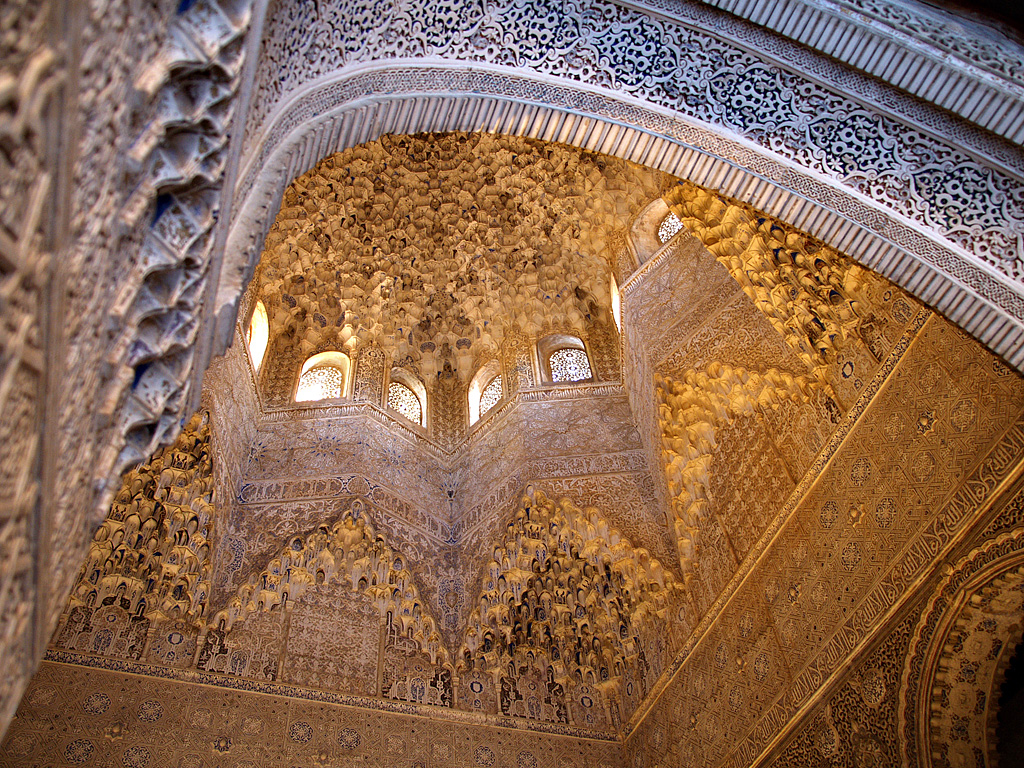
Voûtes de mocárabes des salles du palais du patio des Lions (art nasride).

Inspirées des moucharabieh, les fenêtres à jalousie sont situées au niveau du plafond, sous les voûtes des coupoles et éclairent de manière horizontale.
Elles permettent de nimber les façades intérieures d'une douce luminosité provenant du plafond, et éclairant les stucs de couleur bleue et rouge principalement. Les jalousies des palais nasrides sont des fenêtres recouvertes de décorations et de vitraux de couleur, qui ne laissent filtrer à l'intérieur qu'une douce lumière tamisée, ne donnant qu'un éclairage minimal suffisant aux salles.
Le faible nombre d'ouvertures sur l'extérieur n'était pas qu'esthétique : c'était aussi le moyen de climatiser l'air à ce moment (les grandes portes des salles étaient maintenues fermées) afin de supporter la chaleur excessive des étés grenadins.
Ce système fut développé dans l'Égypte des Mamelouks du XIIIe siècle, puis évolua en al-Andalus.
Les ancillaires de l'Alhambra maintenaient les portes fermées pour se préserver de la chaleur extérieure ; aussi l'éclairage des salles peintes, par la lumière modifiée des vitraux, donnait-il un effet de clair-obscur accentué radicalement différent de l'apparence actuelle, d'autant plus que la couleur des stucs de façade et de plafond est perdue.

## Région lyonnaise

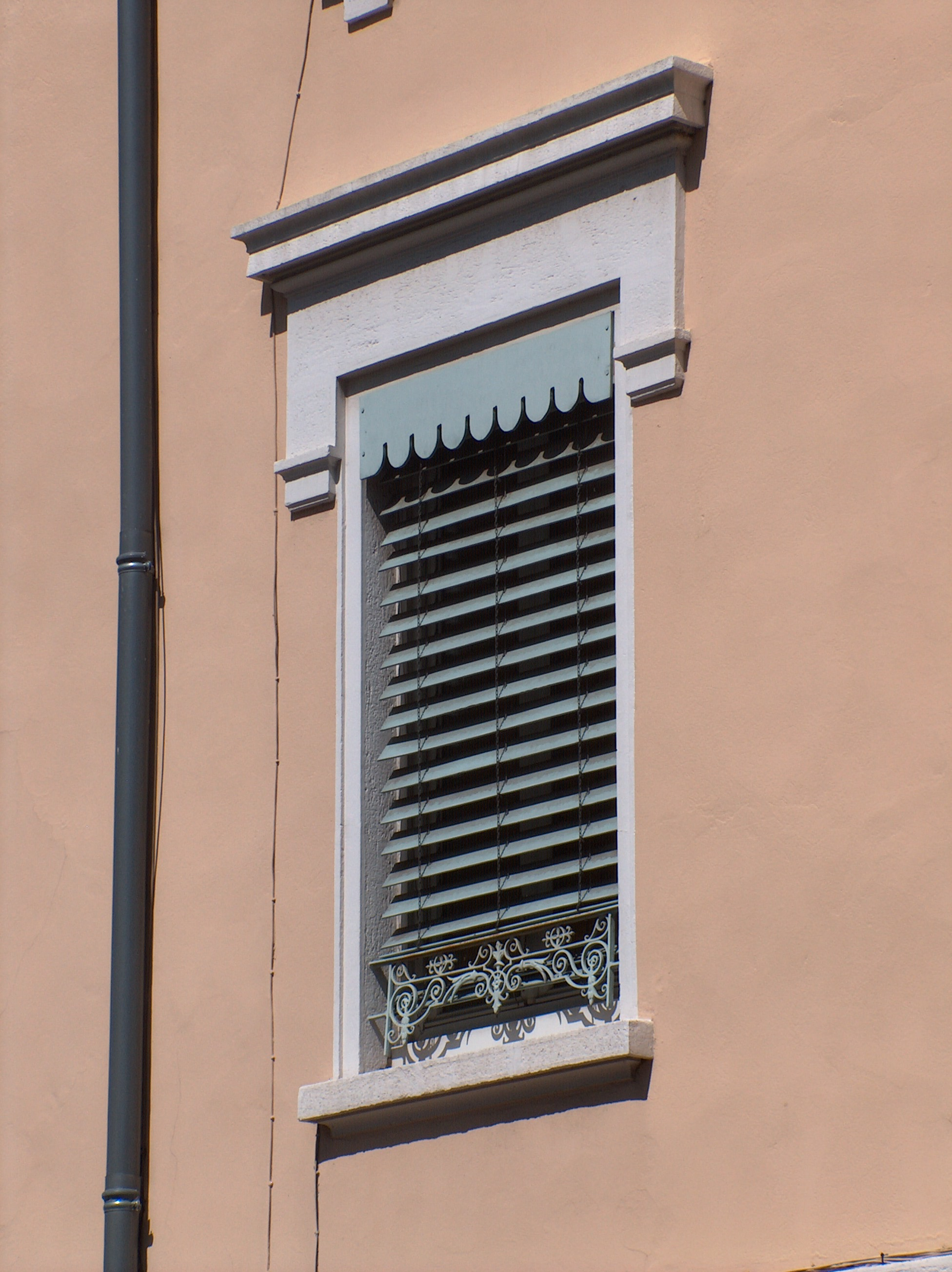
Lyon, quartier Montchat, fenêtres à jalousie.

Les fenêtres lyonnaises sont, depuis la fin du XVIIIe siècle, traditionnellement ornées d'un lambrequin dans lequel s'enroule une jalousie. La présence de la jalousie à Lyon est liée à l'héritage italien des siècles d'or de la ville durant la Renaissance. Traditionnellement formée de lames horizontales de sapin ou plus récemment de bois exotique (bois peint pour résister aux intempéries) suspendues dans un réseau de chaînettes et de cordes, son mécanisme caché dans un lambrequin, elle s'est généralisée sur les immeubles du centre-ville au XIXe siècle et est restée longtemps utilisée dans ces habitations. Moins encombrantes que les volets, les jalousies lyonnaises se sont révélées commodes pour régler la lumière, et permettre l'aération même pendant une pluie.
Aujourd'hui, elles constituent une véritable identité architecturale locale et se modernisent (version motorisée)  grâce à un fabricant défendant cette vieille tradition.

## Littérature
La Jalousie, roman d'Alain Robbe-Grillet, joue sur le double sens du mot, qui désigne dans cette œuvre aussi bien le sentiment que la fenêtre à persiennes.